# Nachtjagdgeschwader 11
Das Nachtjagdgeschwader 11 (NJG 11) war ein Geschwader der Luftwaffe im Zweiten Weltkrieg, das gegen vornehmlich in der Nacht angreifende Bomberverbände zum Einsatz kam. Es wurde hauptsächlich gegen Westeinflüge, also gegen die Royal Air Force (RAF) und die United States Army Air Forces eingesetzt, wobei letztere eher selten Nachtangriffe flogen.

## Geschichte
Das Nachtjagdgeschwader 11 wurde am 20. August 1944 als Gruppe (später I. Gruppe) mit drei Staffeln in Lippstadt und Bonn-Hangelar aufgestellt. Die erste und zweite Staffel waren zuletzt in Echterdingen stationiert. 
Ab November 1944 wurde das Nachtjagdgeschwader als Geschwader mit drei Gruppen zu je drei bis 4 Staffeln aufgestellt, wobei es nie zur Aufstellung eines gemeinsamen Geschwaderstabes kam. Alle 3 Gruppen war mit der Focke-Wulf Fw 190 und der Messerschmitt Bf 109 G ausgerüstet. 
Die II. Gruppe des Nachtjagdgeschwaders wurde am 30. November 1944 in Jüterbog-Waldlager aus dem  Nachtjagdgeschwader 300 aufgestellt und unterstand der 3. Jagddivision. Die letzte verbliebene Staffel der II. Gruppe wurde Ende April 1945 aufgelöst. Die III. Gruppe des Nachtjagdgeschwaders wurde am 12. Januar 1945 in Bonn-Hangelar aufgestellt und unterstand der 1. Jagddivision. Am 2. März verlegte die Gruppe nach Bad Lippspringe und am 29. März nach Oldenburg. Hier wurde sie der 2. Jagddivision unterstellt. Auf eine Staffel reduziert verlegte sie am 8. April nach Hamburg-Fuhlsbüttel und am 2. Mai nach Leck.  
Eine zusätzliche 10. Staffel des Nachtjagdgeschwaders 11 wurde am 28. Januar 1945 in Burg bei Magdeburg aus dem Kommando Welter mit der Messerschmitt Me 262 A-1 aufgestellt. Der Staffelkommandant Kurt Welter gilt als der erfolgreichste Düsenjäger-Kampfpilot des Zweiten Weltkrieges. Seine 10. Staffel unterstand der 1. Jagddivision und verlegte am 12. April nach Lübeck, wenig später nach Reinfeld, wo sie der 2. Jagddivision unterstellt war und kam am 7. Mai nach Schleswig-Jagel zur 3. Jagddivision. Hier verblieb sie bis Kriegsende.

## Gruppenkommandeure

### I. Gruppe
- Major Friedrich-Karl Müller, 26. August 1944

### II. Gruppe
- Hauptmann Finkeldey (?), November 1944

### III. Gruppe
- Hauptmann Fritz Krause, 12. Januar 1945